# Rimasimonyi
Rimasimonyi (szlovákul: Šimonovce) község Szlovákiában, a Besztercebányai kerületben, a Rimaszombati járásban.

## Fekvése
Rimaszombattól 15 km-re délkeletre, a Rima jobb partján fekszik.

## Története
A település a 12. században keletkezett, első írásos említése 1221-ben "Simon" alakban történt. 1374-ben "Symoni" néven szerepel korabeli forrásban. A Lórántffy család birtoka volt, majd a 17. század közepéig a Rákócziaké. A 18. században a Vass és más családok birtoka. A 16. és 17. században többször megtámadta a török és neki kellett adóznia. 1710-ben és 1740-ben pestis pusztított. 1828-ban 65 házában 521 lakos élt, akik főként mezőgazdasággal foglalkoztak.
Vályi András szerint "SIMONYI. Magyar falu Gömör Várm., földes Urai több Uraságok, lakosai katolikusok, és reformátusok, fekszik Dobóczhoz közel, mellynek filiája; határja jó, vagyonnyai jelesek; patakja is van."
Fényes Elek szerint "Simony, magyar falu, Gömör és Kis-Honth egyesült vármegyében, Serkéhez 1/2 órányira, a Rima mellett: 7 kath., 568 ref. lak., ref. anyaszentegyházzal, első osztálybeli határral. F. u. többen. Ut. p. Rimaszombat."
Gömör-Kishont vármegye monográfiájában "Simonyi, rimamenti magyar kisközség, 159 házzal és 673 ev. ref. vallású lakossal. Ez is a Lórántffiak ősi birtoka; a XVII. század feléig e családé volt. Már a pápai tizedszedők jegyzékében merül fel Sinan eltorzított néven. Későbbi földesurai a Rákóczyak, a Korniss, Vécsey, Vay, Czegey, Vass, Inczédy, Bethlen és a Kemény család, most pedig özv. Biró Pálnénak van itt nagyobb birtoka és csinos úrilaka. A XVIII. század elején a községnek Simonovcze tót neve is felbukkan. A község ev. ref. temploma már a reformáczió idejében is fennállott, de 1733-ban átalakították s a tornyot 1857-ben építették hozzá. Az egyház birtokában több, a XVII. századból való, érdekes ötvösmű van. Simonyi tájékán feküdt hajdan Pingfalva, mely 1427-ben a Jolsvai család birtoka. A község lakosai olvasókört és dalegyletet tartanak fenn. Posta van a községben, távírója és vasúti állomása pedig Feled."
A trianoni békeszerződésig területe Gömör-Kishont vármegye Feledi járásához tartozott. 1938 és 1944 között újra Magyarország része volt.

## Népessége
| Év:            | 1994. | 2004.    | 2014.    | 2024.    |
| -------------- | ----- | -------- | -------- | -------- |
| Emberek száma: | 446   | 497      | 578      | 512      |
| Eltérés:       |       | +11,43 % | +16,29 % | -11,41 % |

| Év:            | 2023. | 2024.   |
| -------------- | ----- | ------- |
| Emberek száma: | 519   | 512     |
| Eltérés:       |       | -1,34 % |

1910-ben 584-en, túlnyomórészt magyarok lakták.
2001-ben 480 lakosából 442 magyar és 24 szlovák.
2011-ben 571 lakosából 319 magyar, 154 roma és 68 szlovák.

## Nevezetességei
- Református temploma 1790-ben épült a korábbi templom alapjain. Tornya 1858-ban készült el.
- Klasszicista kúriája a 19. század első felében épült.

## Külső hivatkozások
- A község a régió információs oldalán
- E-obce.sk Archiválva 2009. május 31-i dátummal a Wayback Machine-ben
- Obce info.sk[halott link]
- Rimasimonyi Szlovákia térképén